# Château du Frœnsbourg
Le château du Frœnsbourg (Freundsberg) se situe dans la commune française de Lembach, dans le département du Bas-Rhin. Il fait l’objet d’un classement au titre des monuments historiques depuis décembre 1898.

## Histoire
Le château fort est mentionné pour la première fois au XIIIe siècle. Les seigneurs de Fleckenstein le restaurent complètement au XVe siècle. C'est un château semi-troglodytique édifié sur deux rochers formant deux entités autonomes. Une roue facilitait l'acheminement des provisions et des matériaux de construction vers les superstructures.

## Particularités encore visibles
- des salles taillées dans le grès,
- une porte gothique,
- une citerne,
- un escalier rocheux à plusieurs volées.

## Accès
Entre Niedersteinbach et l'étang du Fleckenstein, sur la D 3, à la hauteur de la ferme de Froensbourg, suivre le sentier du Club vosgien, rectangle bleu. 
Le château est situé sur le sentier de grande randonnée 53 (GR53), mais il n'est plus accessible actuellement du fait de l'état de dégradation de l'escalier menant au site.

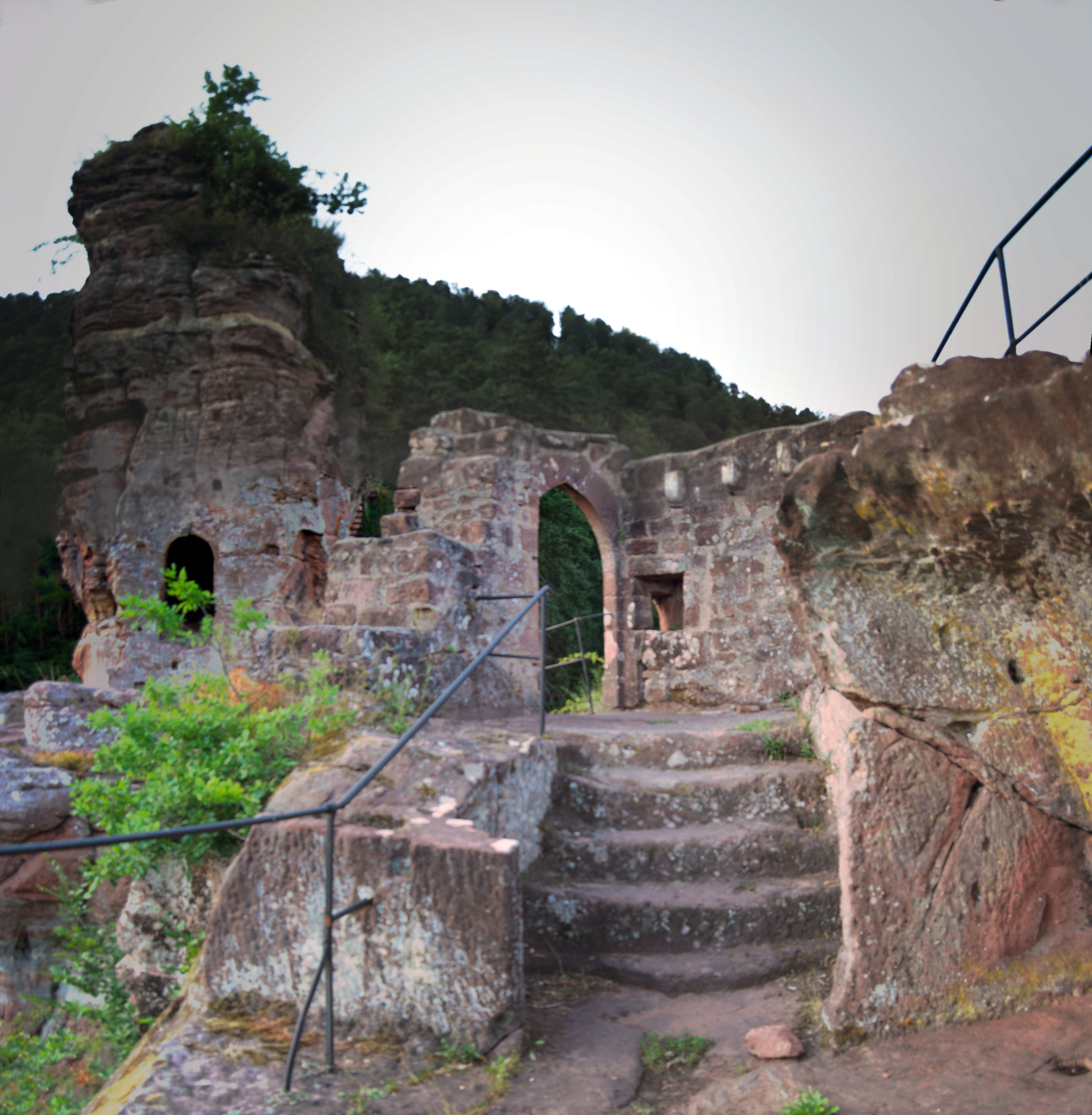
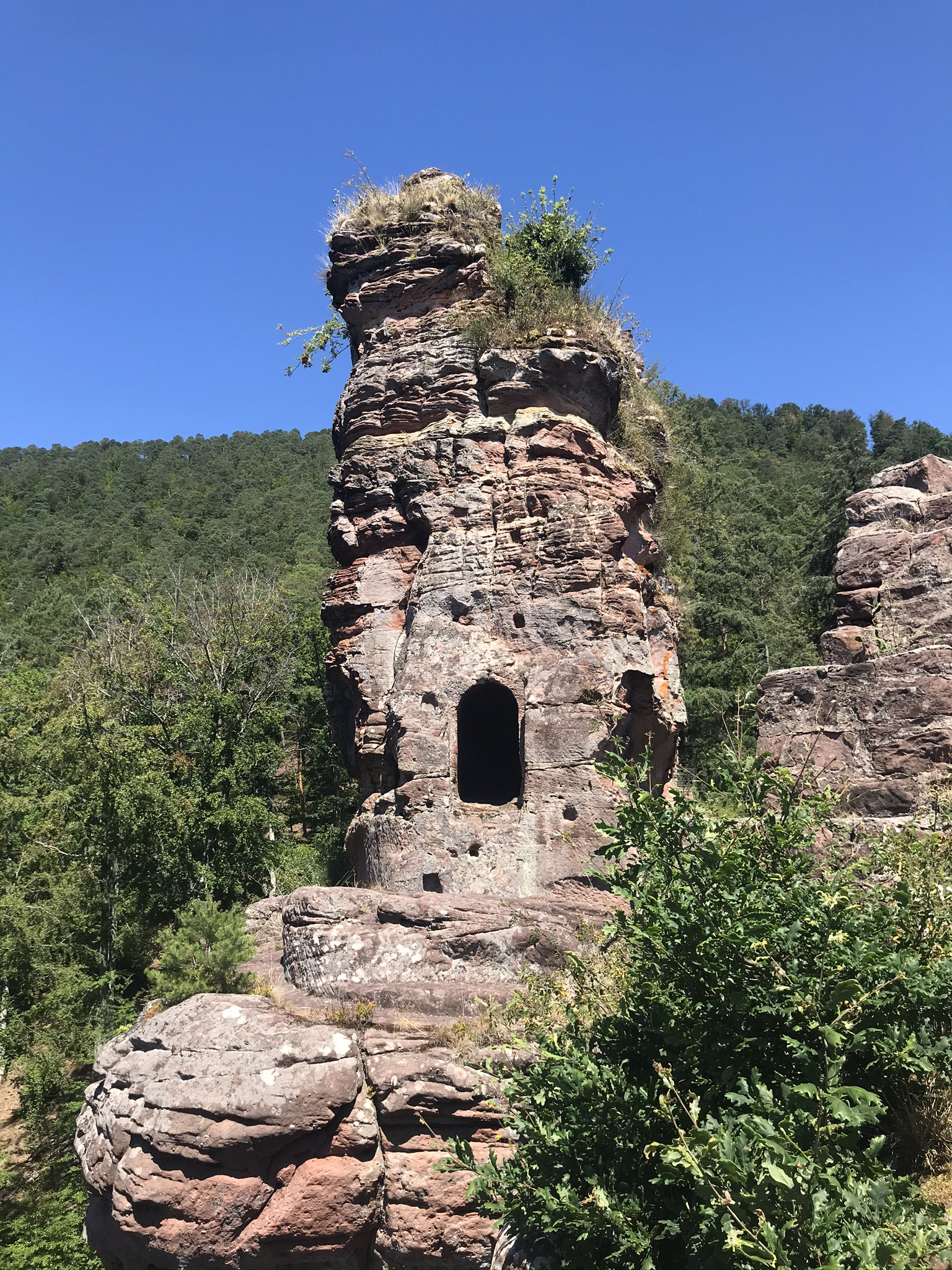
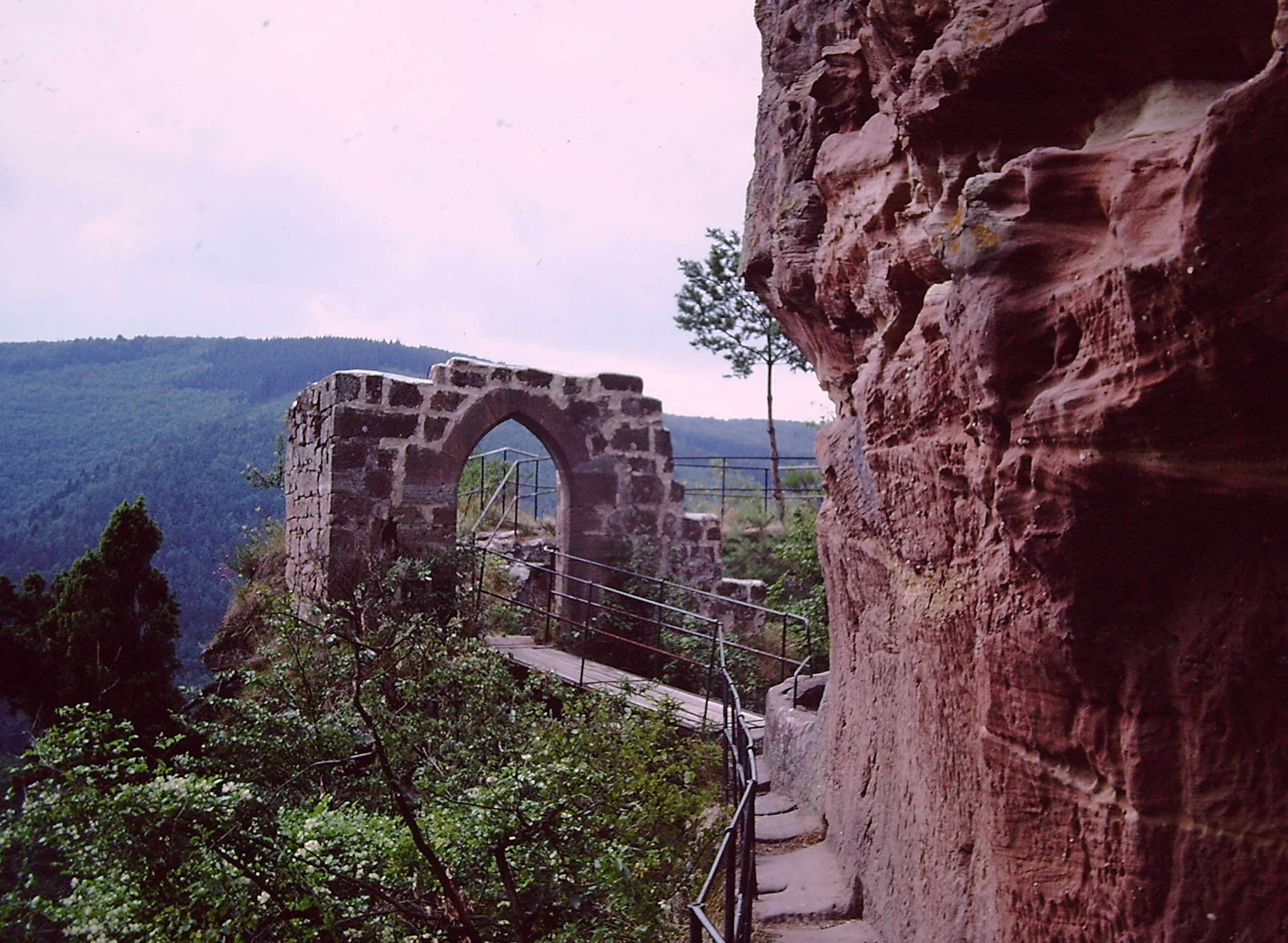
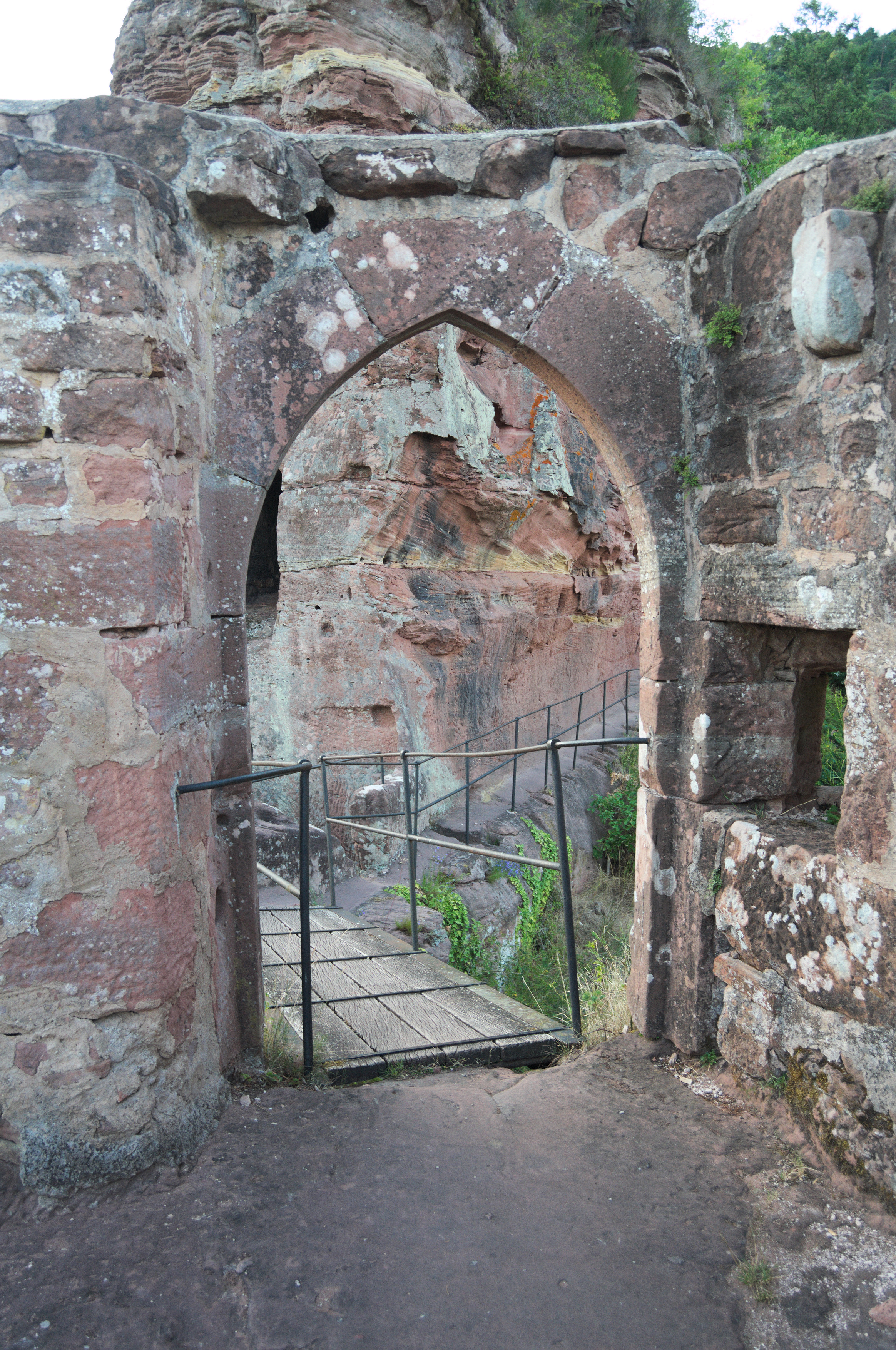
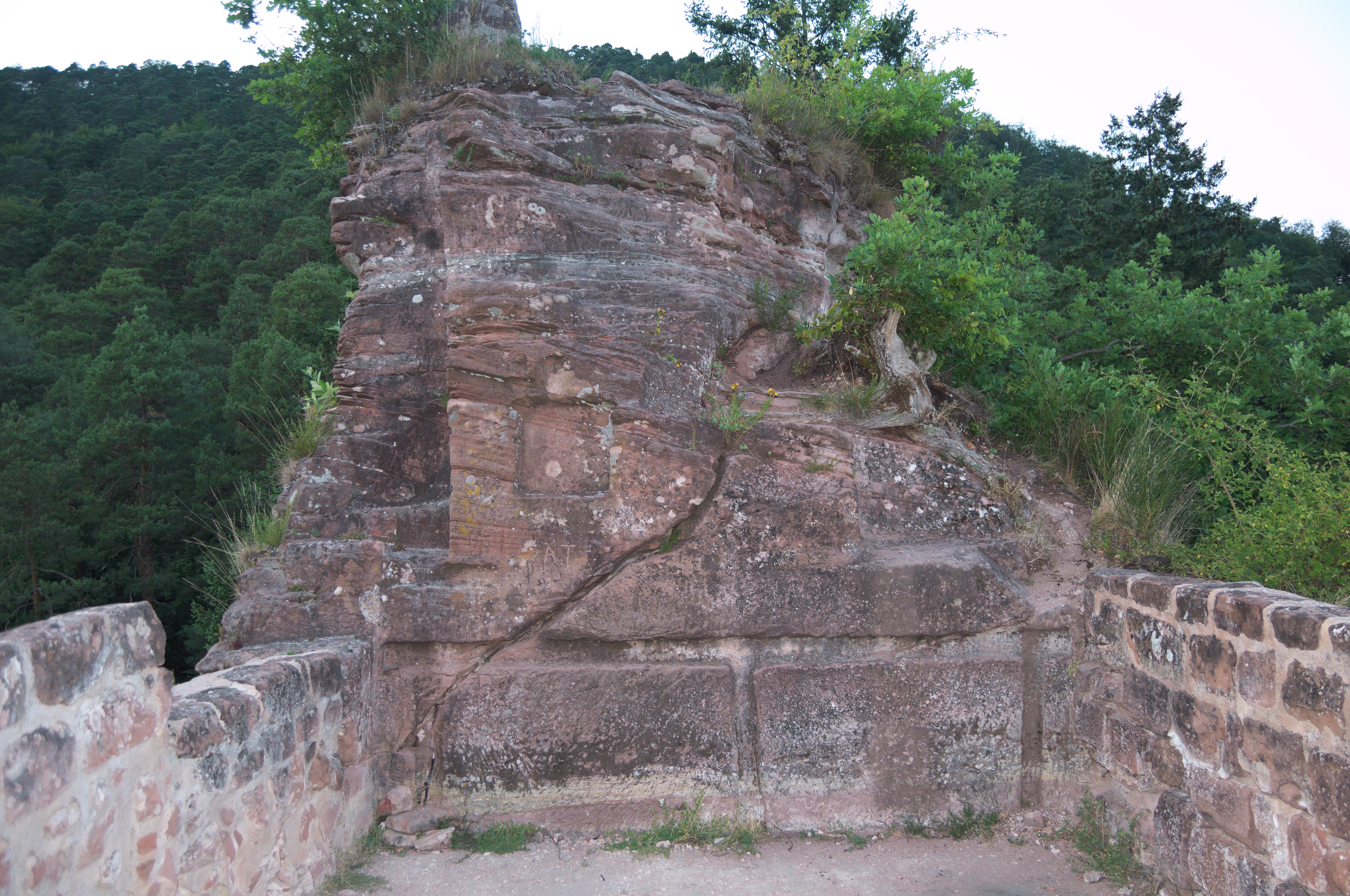
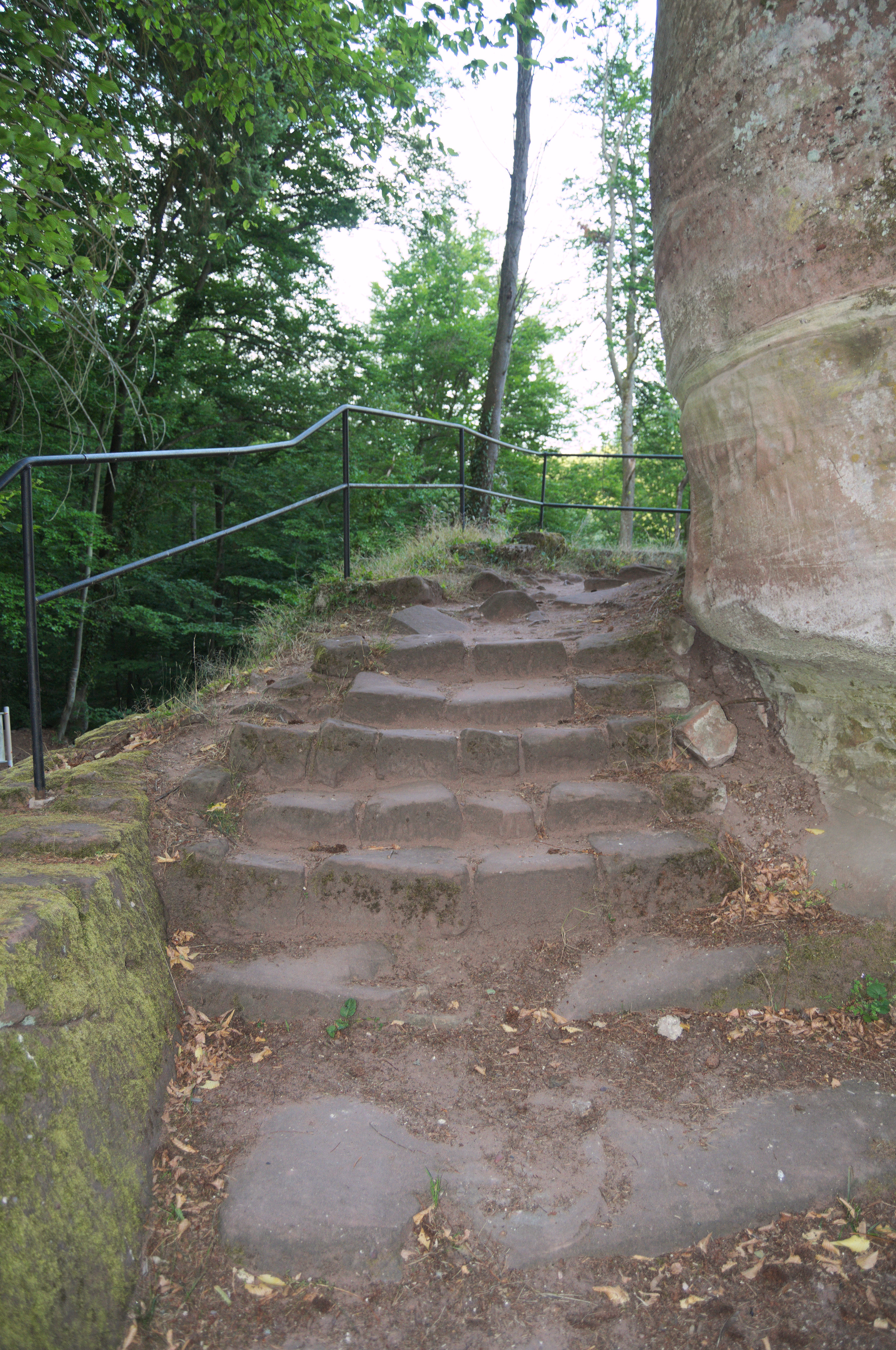
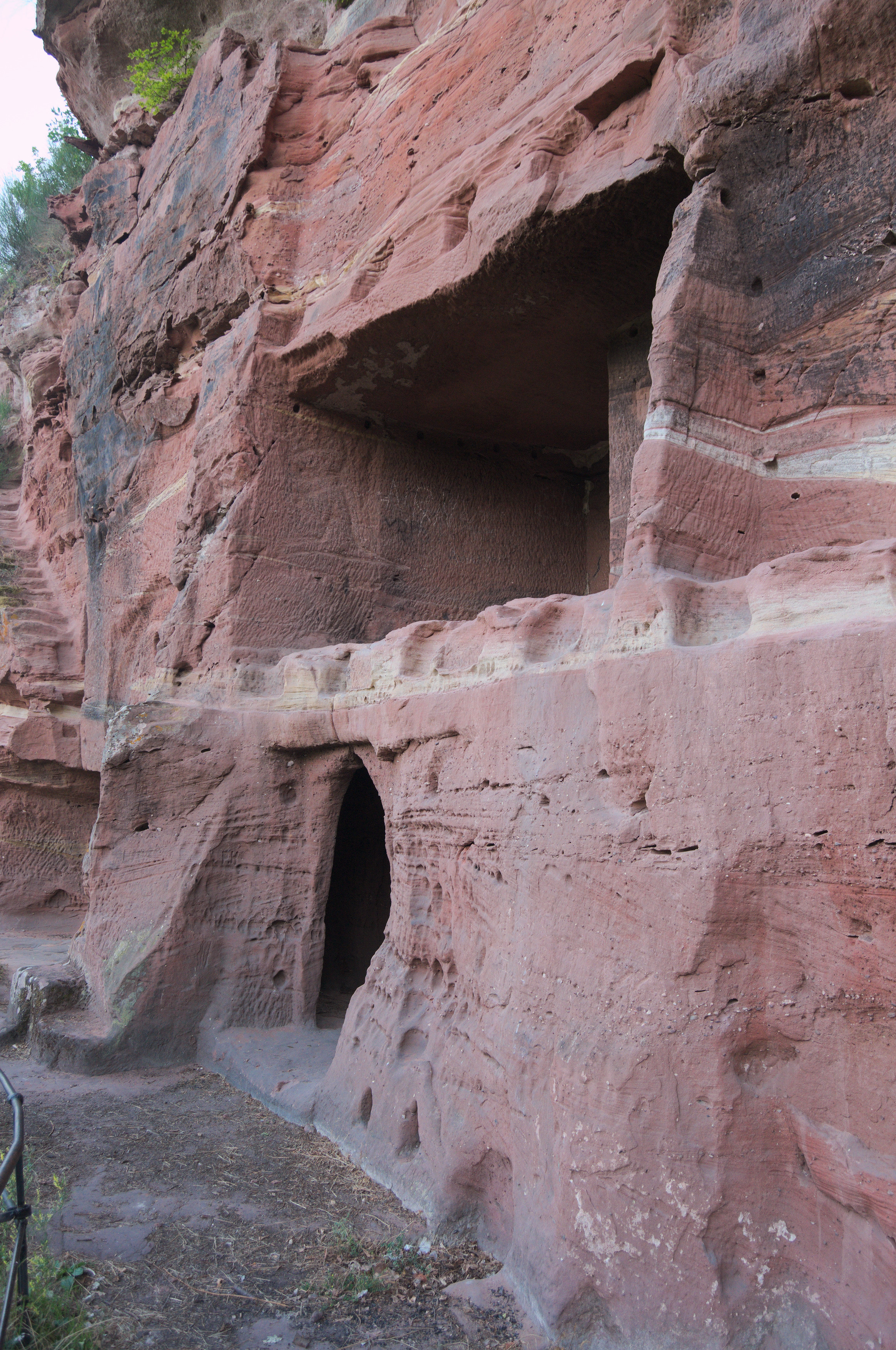
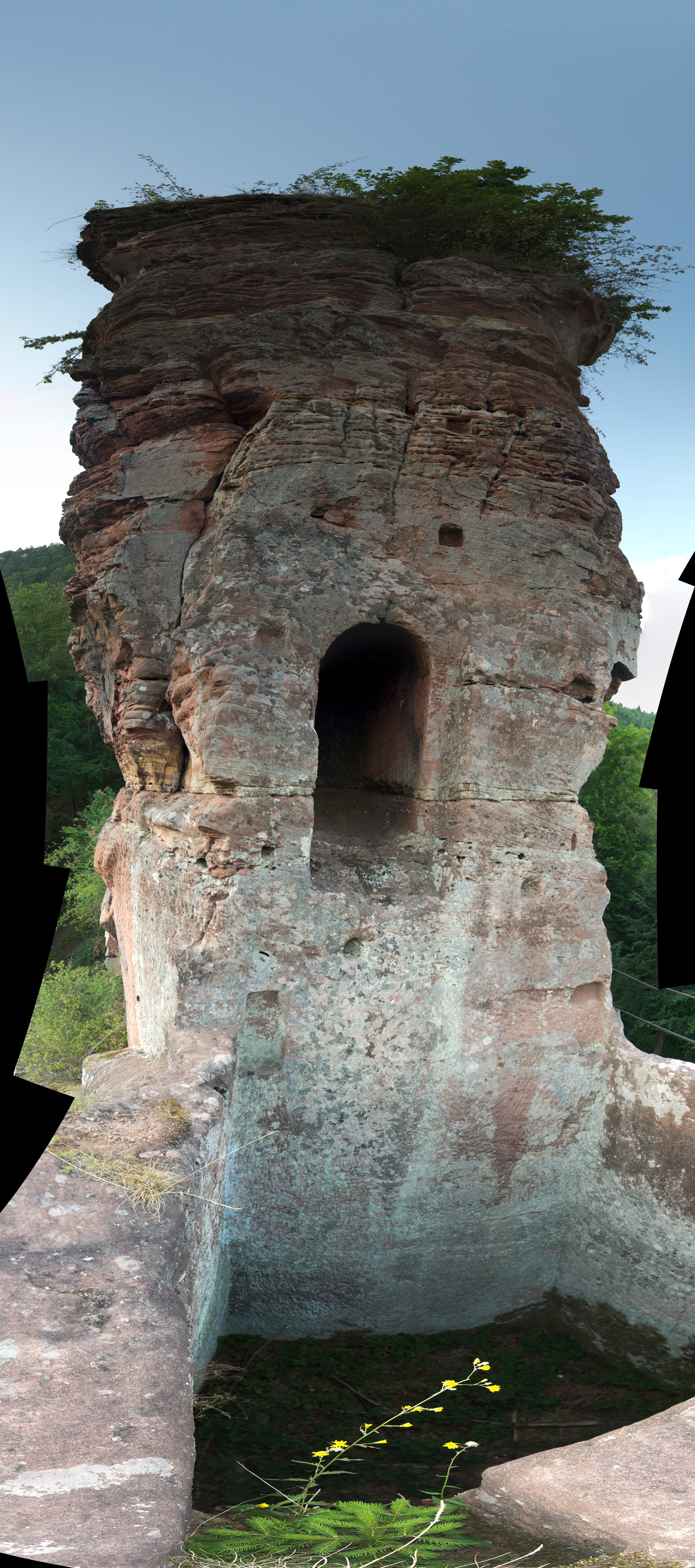
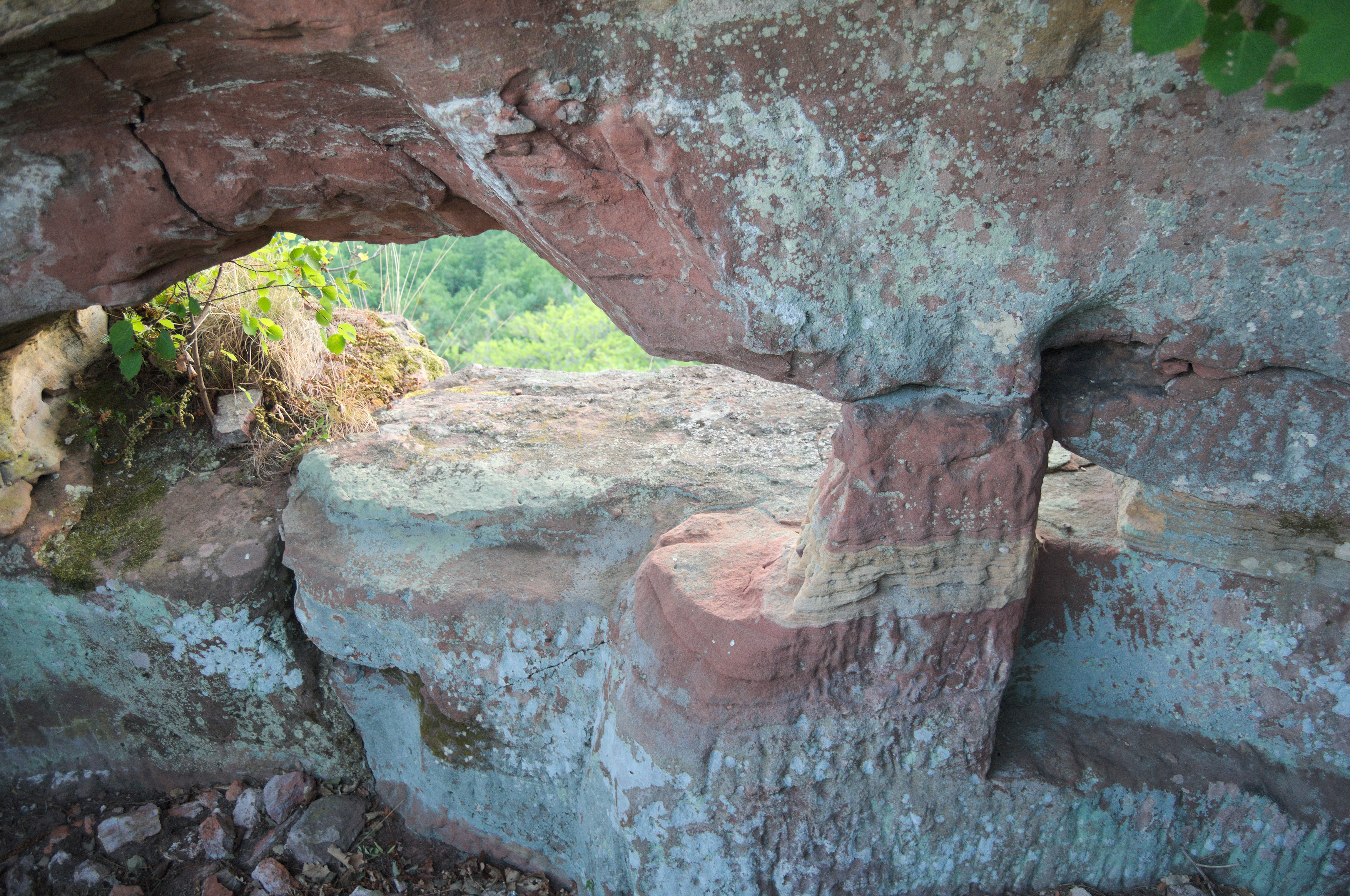